# 京王8000系電車
京王8000系電車（けいおう8000けいでんしゃ）は、京王電鉄京王線用の通勤形電車。
1992年（平成4年）から1999年（平成11年）にかけて244両、2009年（平成21年）に事故廃車による代替車1両の合計245両が新製された。
本稿では京王線上で東側を「新宿寄り」、西側を「京王八王子寄り」と表現する。
また編成単位での表記は新宿寄り先頭車の車両番号で代表し、○○編成の形で記載（例：8701編成）し、10両の分割編成においてはプラス記号を用いて京王八王子寄りから両編成を併記する（例：8701編成＋8801編成）。
京王では京王八王子寄りを1号車として車両に号車番号を表示しているが、本稿では、各種文献に倣って新宿寄りを左側として編成表を表記し、文中たとえば「2両目」と記述されている場合は新宿寄りから2両目であることを示す。

## 概要

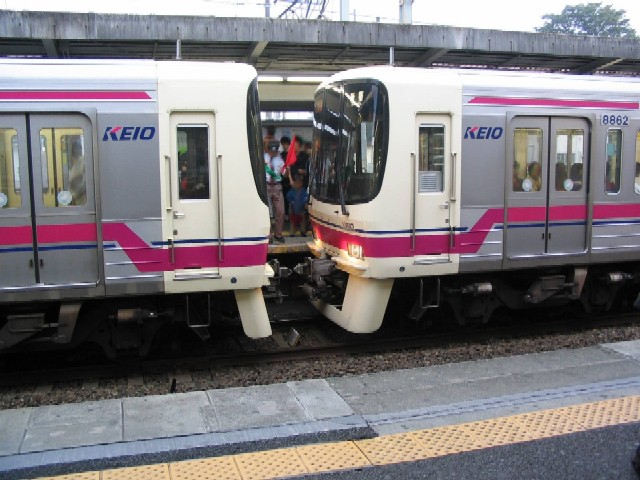
8000系併結作業（2004年9月26日 高幡不動駅）

京王線用として初めてVVVFインバータ制御を採用し、府中駅・北野駅付近で行われていた高架化工事完了を機に計画されたダイヤ改定による輸送力増強に備え、6000系以来20年ぶりのフルモデルチェンジ車として登場した。1992年にグッドデザイン賞を受賞している。

### 導入の経緯
1989年（平成元年）から「リフレッシング京王」運動が展開されるなか、京王社内に新形電車を期待する声が高まったことや、府中駅付近および北野駅付近で約10年かけて行われていた高架化工事の完了、大規模なダイヤ改定による輸送力増強が可能となり、相模原線特急計画なども加わって所要車両数が増加したことから、6000系以来約20年ぶりのフルモデルチェンジ車として製造された。曲面ガラスを採用した正面デザイン、京王ブルー（インディゴー）と京王レッド（チェリーレッド）の独自の2色帯を採用するとともに内装の色彩も見直されるなどゼロベースから設計が行われた。
都営地下鉄新宿線乗り入れ車両とする場合に受ける設計上の制約を避けるため、京王線専用車とされたが、京王新線への乗り入れを考慮した車体寸法が採用されている。

## 構造

### 外観
7000系に続いてステンレス車体、20 m両開き4扉、窓間に戸袋窓2枚、1枚下降窓2枚を、車端部に戸袋窓と1枚下降窓各1枚を備える基本配置が採用されたが、扉間の下降窓は2連のユニット窓構造とすることで窓面積を広げ、肩部分と台枠下部に丸みをもたせることで印象が異なるものとなった。そして、京王の設計上のポリシーだった戸袋窓も本形式が最後の採用となった。
8000系の設計にあたっては流線型を含む各種前面デザインが検討されたが、客室面積を犠牲にしないこと、全長を20 mとすること、分割編成で使用されるために正面に貫通口をもつことなどの各種制約から実車のデザインが決定された。上側を4度30分、下側を11度40分で傾斜させるとともに、初代5000系のイメージを加えるため、R8000の曲面妻が採用されるなど、前面形状が複雑となったため、乗務員扉部分までの前頭部が普通鋼製とされ、アイボリーに塗装された。上下に丸みを持たせた側面まで回りこむ3次元構成の曲面ガラスが採用され、左右と貫通口部で三分割されたが、柱を黒く処理することで一体感を持たせている。貫通口にはプラグ式ドアが設けられたが、軽微な改造で貫通幌が取り付けられるよう考慮されている。
正側面腰部にはイメージカラーである京王レッドと京王ブルーの独自の色の帯が巻かれ、側面幕板部にも京王レッドの帯が巻かれた。腰部の帯は運転台後部でブルーとレッドが上下入れ替わる構成とされた。京王で初めて車外スピーカーが設置された。

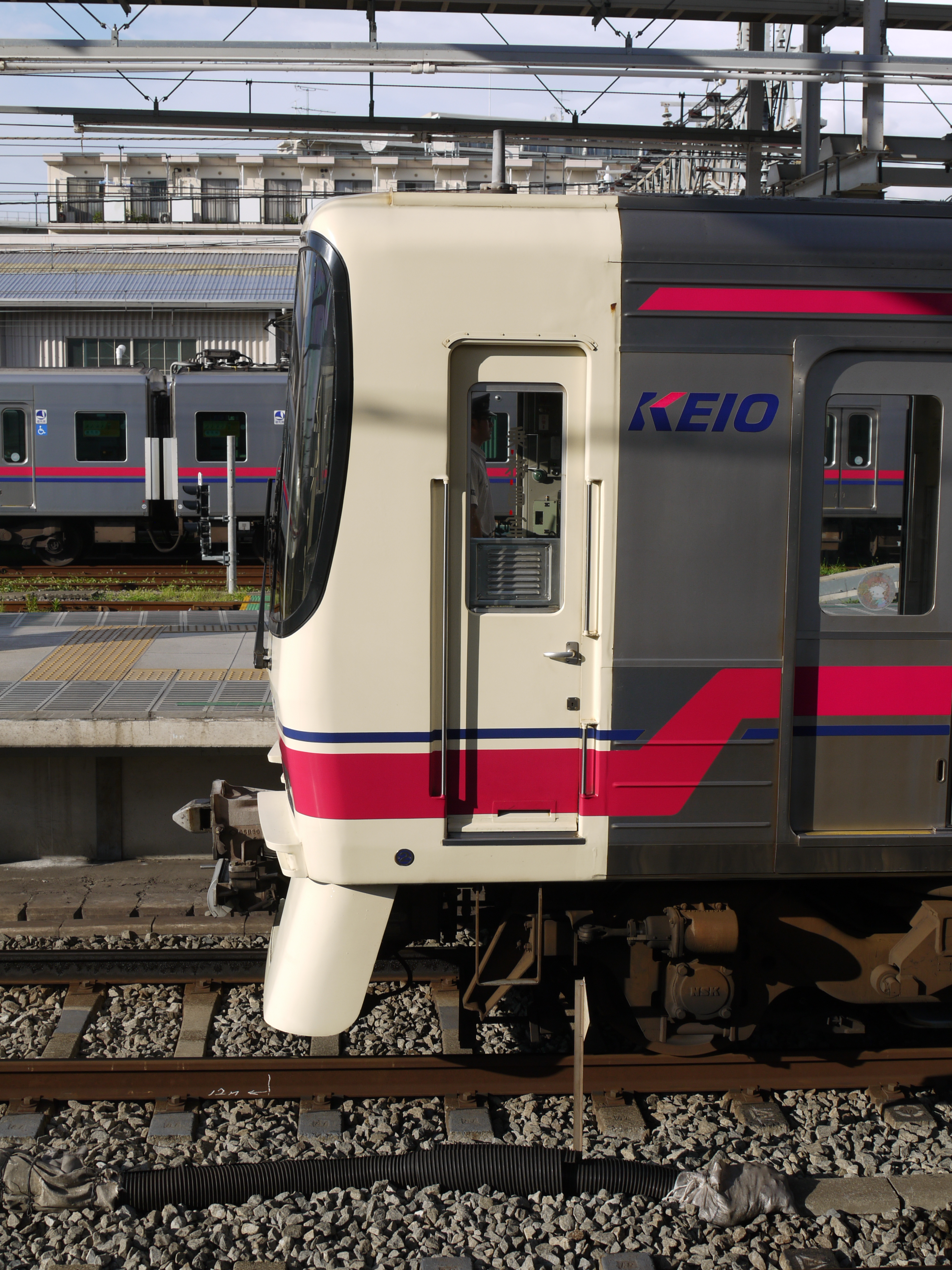
8000系先頭部側面（2012年8月18日 高幡不動駅）
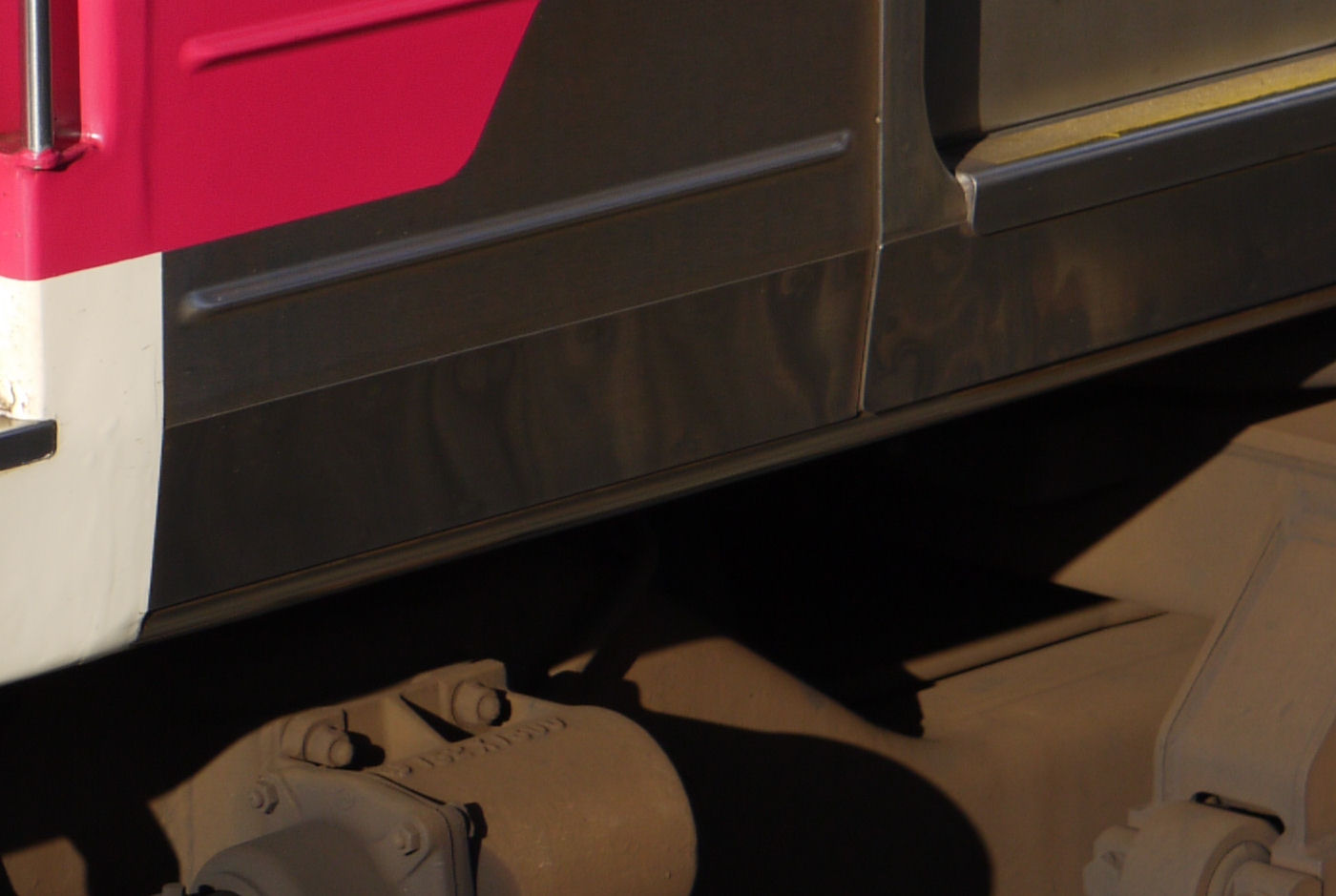
台枠に設けられた丸み
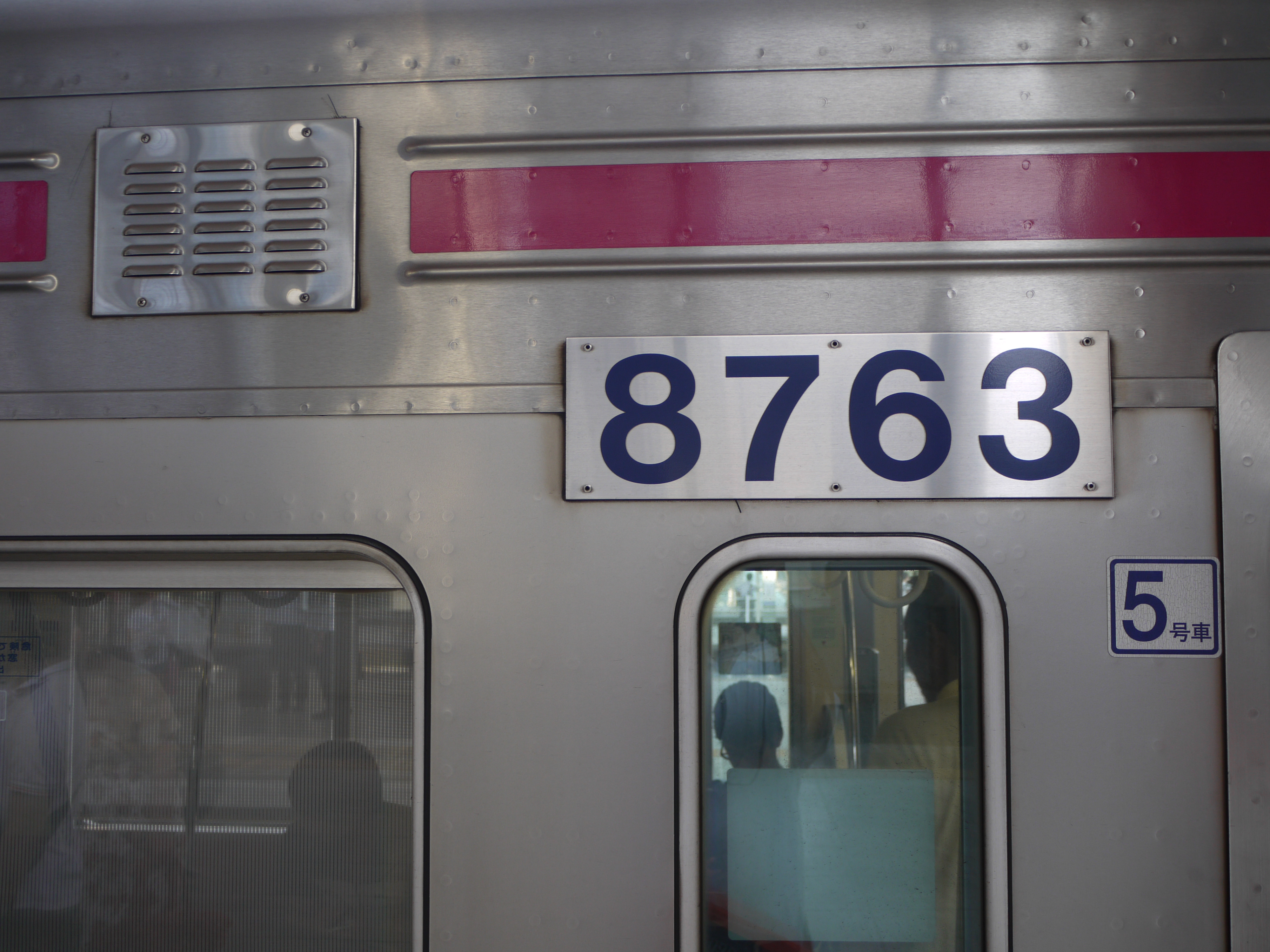
8000系の車外スピーカ―

### 内装
扉間に7人掛の座席、車端部に4人掛の座席である優先席「おもいやりぞーん」が配置された京王20 m4扉車の標準的な配置ながら、1人あたりの座席幅が7000系より10 mm拡大された440 mmとされた。内装色は模型を使った色合わせにより決定され、壁、扉内面、扉鴨居部に大理石模様のアイボリー系、天井は白、床はチップ模様入りのベージュ系とされた。7000系から採用されたフットラインは幅20 mmのセピア系の線とされ、天井ラインフローファン吐出口も同系色に処理されている。
座席は初めてバケット型が採用され、斜め格子柄の入ったローズレッドとされた。座り心地改善のための試作が行われ、従来車より堅めのシートが採用された。
各編成とも、新宿寄りから2両目の新宿方に座席を設けずに手すりが取り付けられた車椅子スペースが設置された。
車両の外板と内装の化粧板の間に断熱塗料が塗布されているが、後年の調査で、成形樹脂内に石綿（アスベスト）の含有が発覚している。

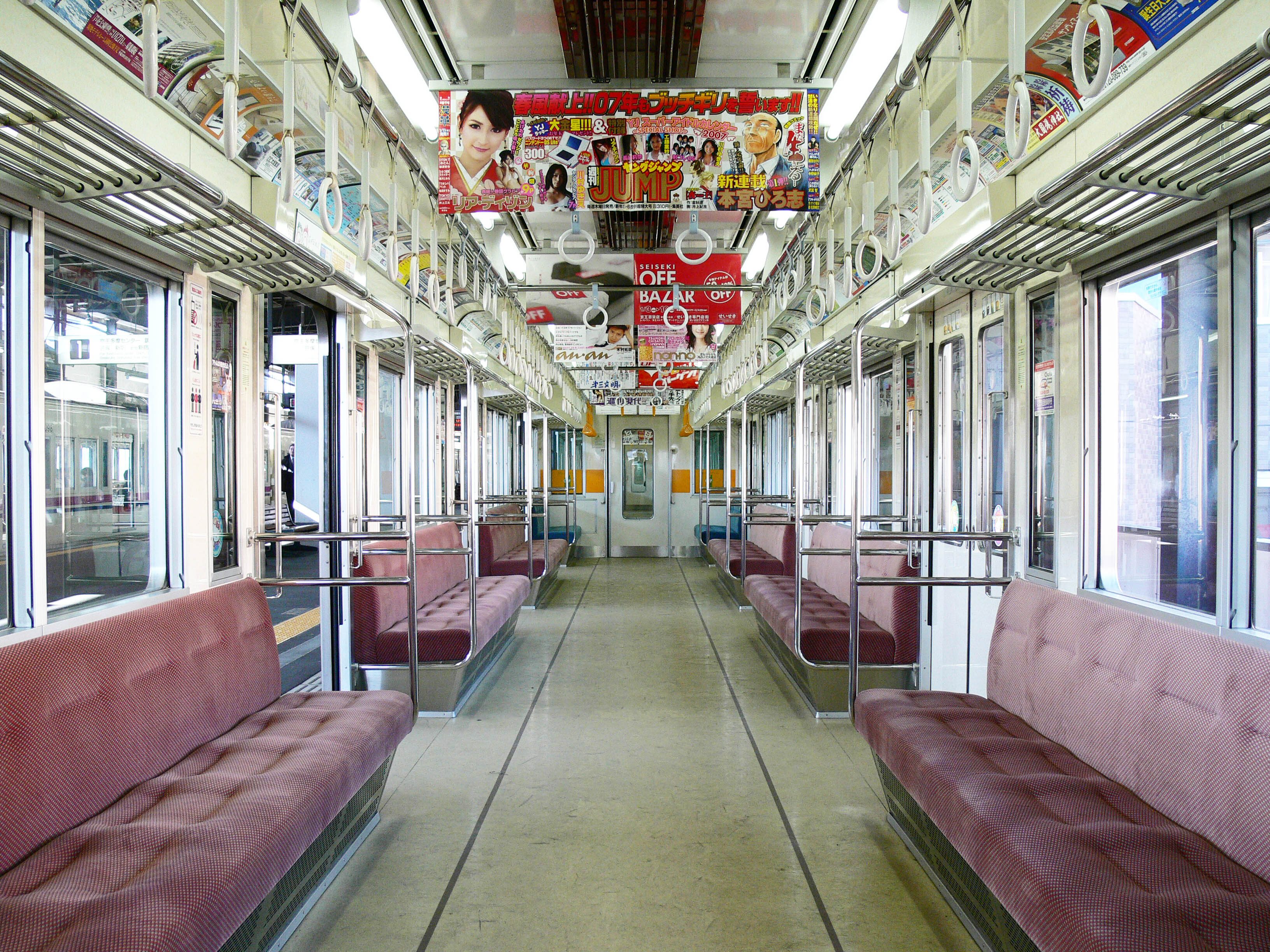
車内
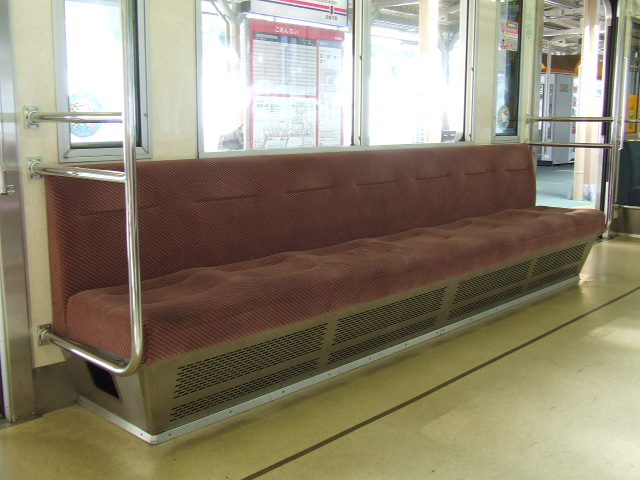
座席（7人がけ）
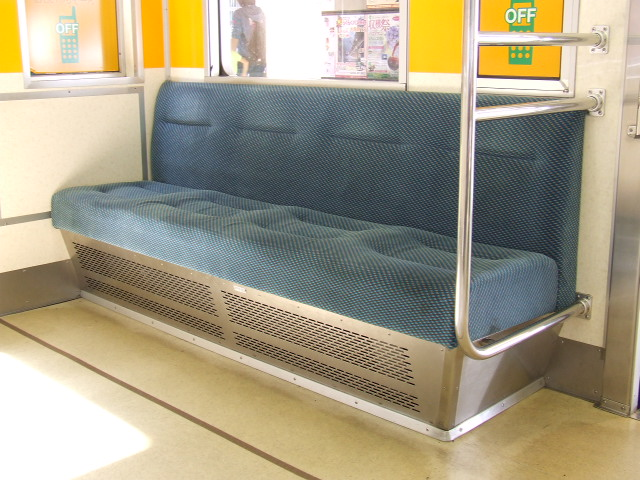
優先席（4人がけ）
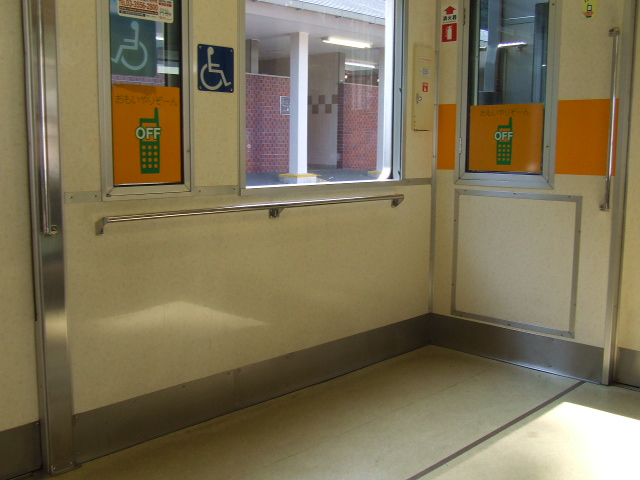
車椅子スペース

#### 乗務員室

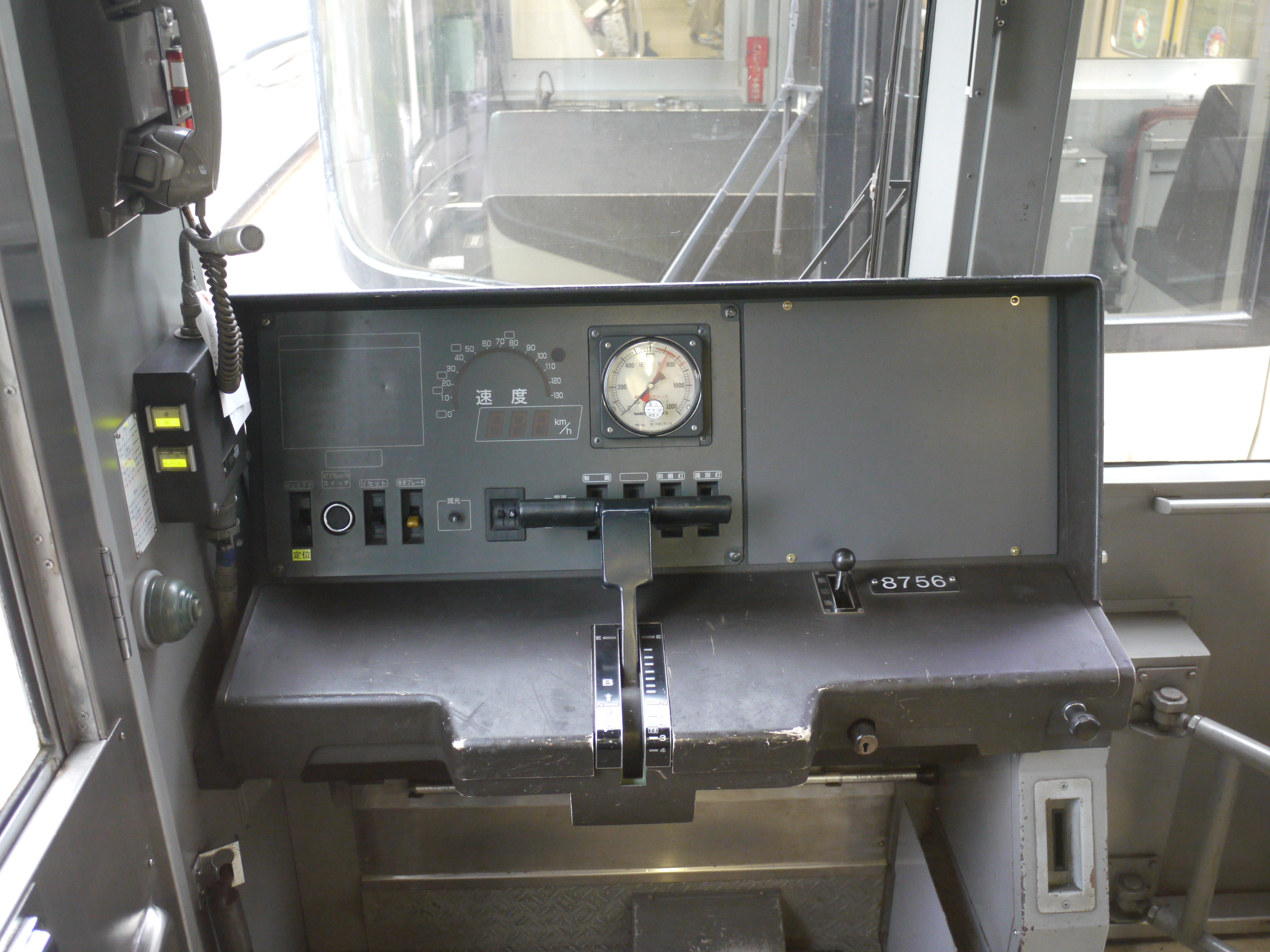
デジタル式（旧型）運転台

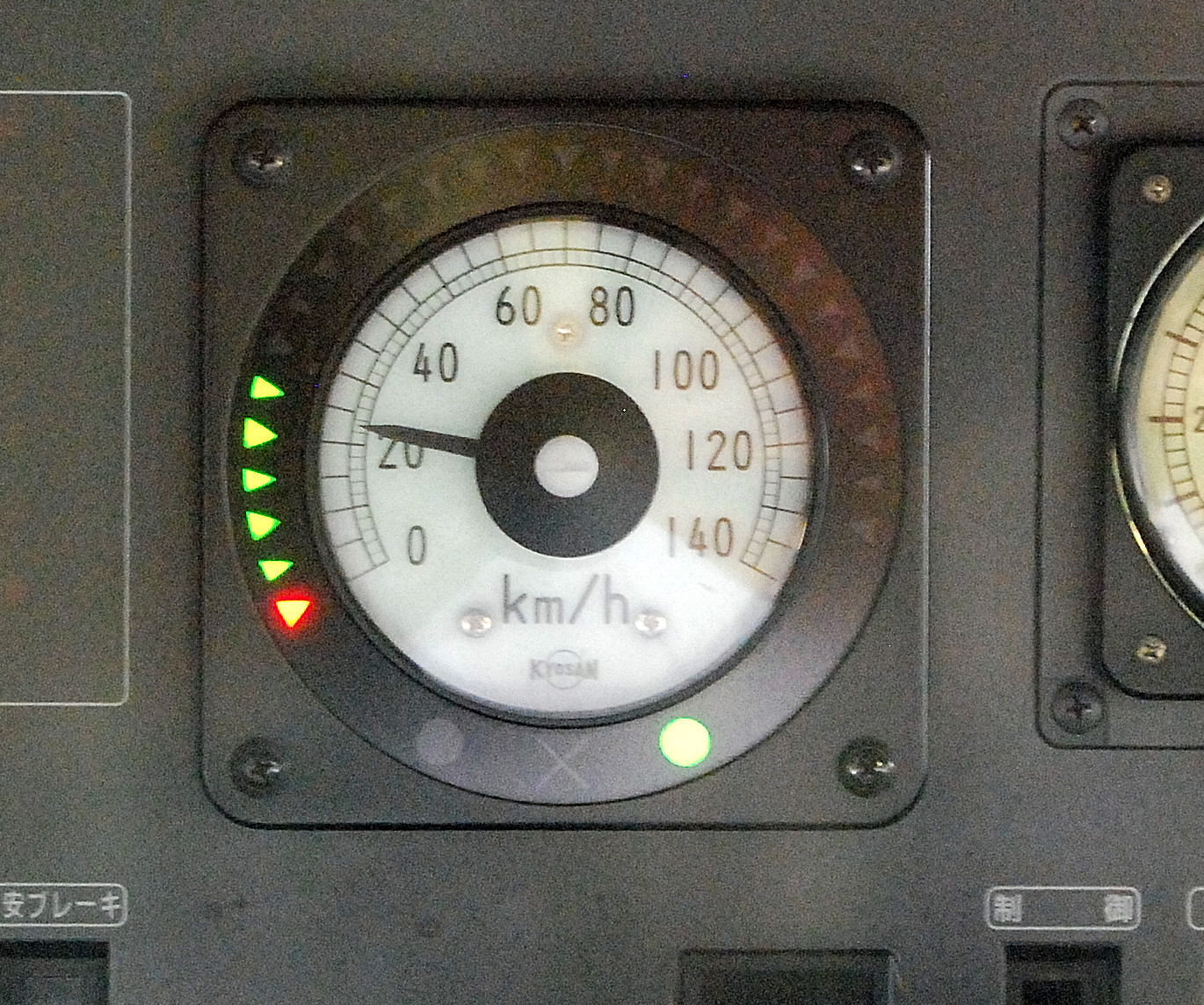
京王ATC化後の運転台の車内信号。停車駅の停止位置までのパターンが発生している状態。

乗務員室は一体LED表示とされ、コンソールはグレー系に塗装された。速度計はデジタル併用表示であった。なお、京王ATCの設置に伴う改造工事により、アナログ式となった。現在デジタル式速度計の運転台は、通常ではもう見ることができないが、京王れーるランドの京王れーるランドアネックス内車両展示館で見ることができる。。6000系・7000系と同様ワンハンドルマスコンが採用された。
乗務員の支援、行先・種別表示、検修時の支援などを目的としたモニタ装置が設置され、運転台右側に行先・種別設定装置、運転台背面仕切り扉上にガイダンス表示器が設けられた。
トレインナビゲーション装置（TNS）が設置できるようディスプレイ設置準備工事が施された。1992年10月に製造された8807編成＋8707編成以降はTNSを設置し、既存車にも後に設置されている。

### 主要機器
ここでは製造時の機器構成について述べる。

#### 主制御装置、主電動機
定格4500 V・4000 AのGTOサイリスタを用いたVVVFインバータ制御が採用され、1つの主制御装置で電動車2両1ユニット、8個の主電動機を制御する日立製作所（以下、日立）製VFG-HR1820Cが採用された。定速制御機能が盛り込まれているが、35 km/h以下では連続使用1分半の制限がある。6000系都営新宿線乗入車などと同様、加速度を切り替える高加速回路が設けられているが、使用されていない。4両単独で運転される場合、補助電源装置が故障するとフィルタリアクトルのブロワが作動せず運転不能になるため、主制御装置からブロワ電源を取ることができるよう切り換えスイッチが設けられている。
主電動機は出力150 kWのかご形三相誘導電動機、東洋電機製造（以下、東洋）製TDK-6155Aまたは日立製HS-33534-01RBが採用された。
駆動装置は京王従来車と同様WN駆動方式が採用され、歯車比は85:14。

#### 制動装置
制動装置は電気指令式が6000系・7000系に引き続いて採用された。8000系では日本エヤーブレーキ製HRDA-1となり、3ビットの信号線を用いた7段階の制動力が得られる。電動車2両と非電動車1両の3両または電動車・非電動車それぞれ2両の4両を1組として回生ブレーキを優先する制御が採用され、回生ブレーキだけで必要制動力が得られない際はまず非電動車の空気制動を作動させ、次いで電動車の空気制動が作動する。空気ばね圧力を歪ゲージで検知する応荷重器が装備され、空気ばね圧力は空調制御にも利用されている。ブレーキ不緩解が発生した場合、その車両の車側灯が点灯するとともにガイダンス表示器、各車のブレーキ制御器に表示される。

#### 台車

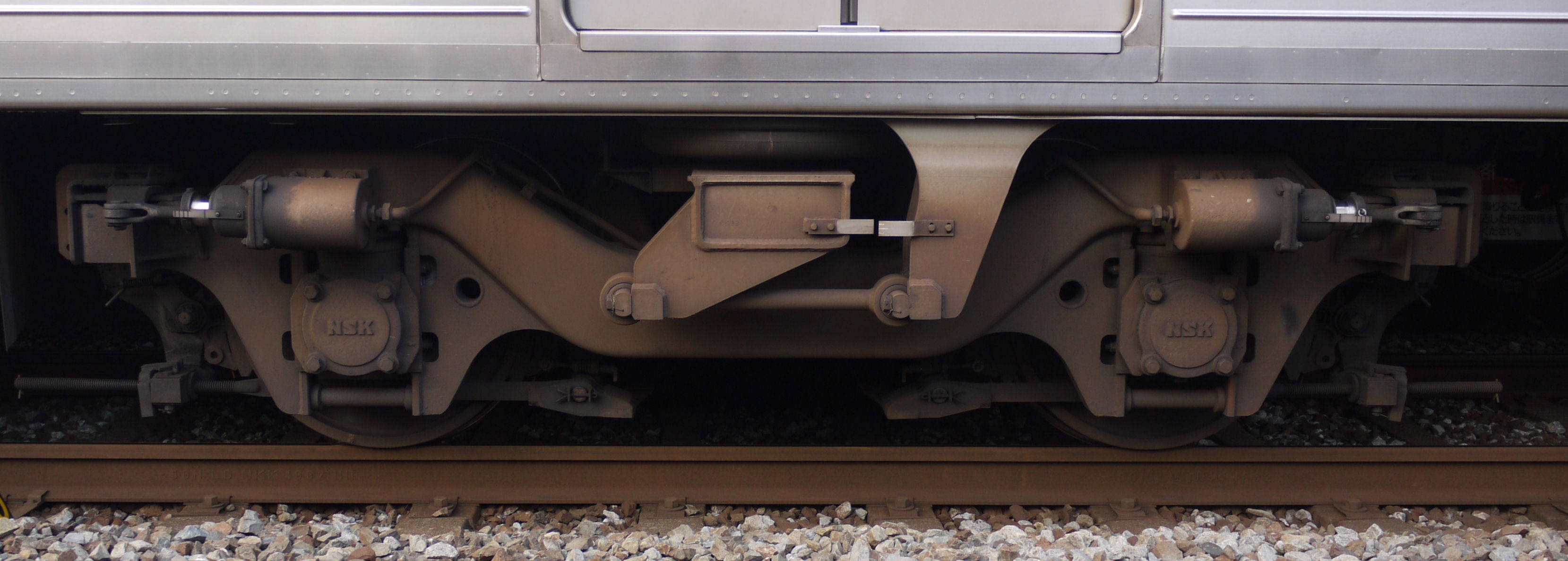
TS-824台車、写真は7000系用のもの

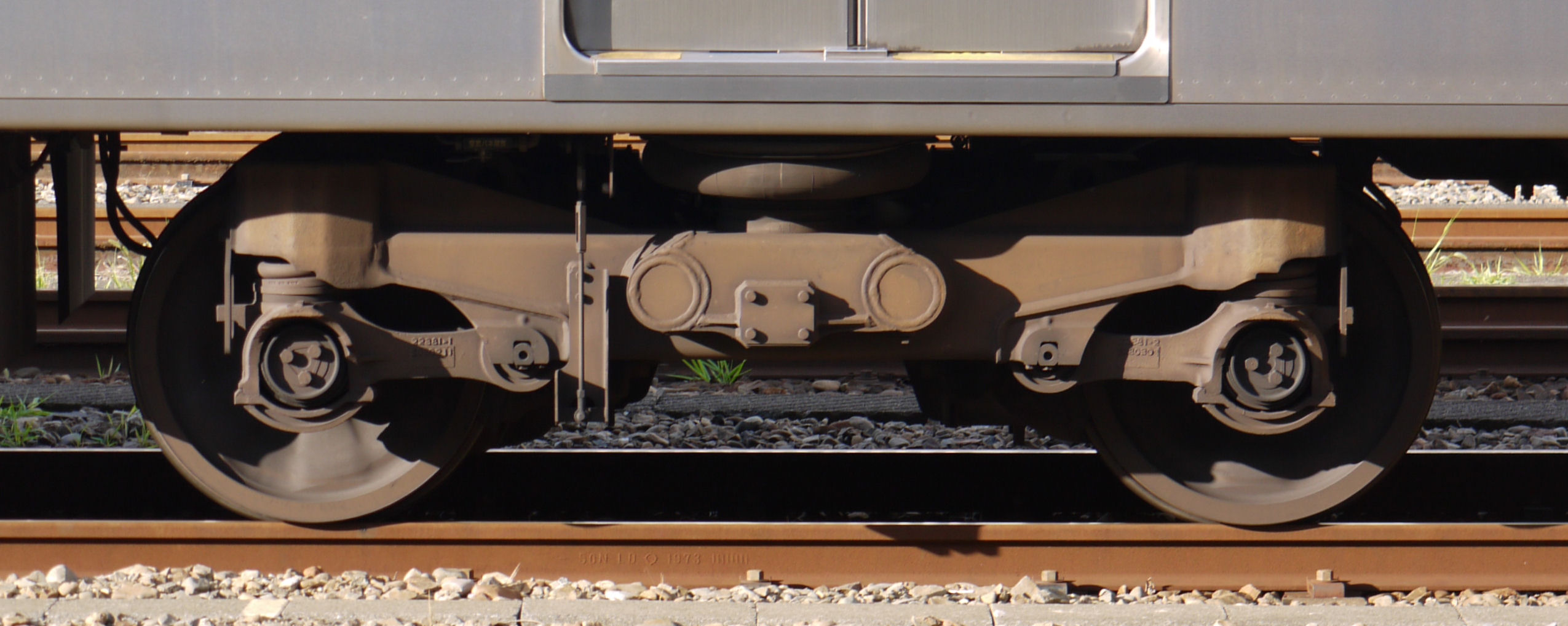
TS-1017台車、写真は9000系用のもの

台車は7000系用と同一設計の車体直結式空気ばね式東急車輛製造（以下、東急）製TS-823A動力台車、TS-824付随台車が採用された。動力台車は交流モーター装架のための設計変更が行われたが、直流モーターを搭載することもできる設計となっている。1999年製造の2編成は東急製ボルスタレス式TS-1017動力台車、TS-1018付随台車に変更された。TS-1017とTS-1018では片押し式のユニットブレーキが採用された。

#### 集電装置
パンタグラフは東洋製PT-4201、ブロイメットすり板装備品がデハ8000形全車と、各編成1両のデハ8050形に搭載された。

#### 補助電源装置
補助電源装置は4両・6両編成では6000系5扉車と同一の静止形インバータ（SIV、AC200 V、出力130 kVA）が、8両編成では出力190 kVAの静止形インバータが採用された。各編成ともデハ8050形に1台が搭載されている。

#### 空気圧縮機
空気圧縮機は毎分吐出容量2130リットルのHS-20D形がデハ8050形・サハ8550形全車と4両編成のクハ8700形に搭載された。

#### 冷房装置
冷房装置は屋上集中式48.84 kW（42,000kcal/h）が各車に1台搭載された。

## 形式構成
8000系は以下の形式で構成される。各形式とも同一編成中で下2桁は同番号または同番号+50となっている。8両編成は下2桁が21（71）から付番されている。ここでは新製時の形式構成・両数を述べ、後年の改造については各改造の項にまとめた。「デ」は電動車を、「ク」は制御車を、「サ」は付随車を、「ハ」は普通座席車を指す略号で、形式名の前のカタカナ2文字はこれらを組み合わせたものである。

### デハ8000形
主制御装置、パンタグラフを搭載する中間電動車。パンタグラフは京王八王子寄りに1基搭載されている。編成位置により番号の百の位が異なっている。6両編成の2両目に8000番台（デハ8001 - デハ8014）、4両目に8100番台（デハ8101-デハ8114）、4両編成の2両目に8200番台（デハ8201-デハ8214）、8両編成の2両目・6両目にそれぞれ8000番台（デハ8021-デハ8033）・8100番台（デハ8121-デハ8133）に付番された車両が組み込まれている。1992年から1997年にかけて合計68両が製造された。

### デハ8050形
デハ8000形とユニットを組み、電動空気圧縮機、補助電源装置を搭載する中間電動車。百の位はユニットを組むデハ8000形と同一でデハ8000形同様1992年から1997年に68両が製造された。6両編成の3両目に8000番台（デハ8051-デハ8064）、5両目に8100番台（デハ8151-デハ8164）、4両編成の3両目に8200番台（デハ8251-デハ8264）、8両編成の3両目・7両目にそれぞれ8000番台（デハ8071-デハ8083）・8100番台（デハ8171-デハ8183）の車両が組み込まれている。6両編成の8000番台、8両編成の8100番台以外には京王八王子寄りにパンタグラフ1基が搭載されている。

### サハ8500形
電動空気圧縮機がない付随車。8両編成の4両目に組み込まれ、1995年から1997年にサハ8521-サハ8533の13両が製造された。

### サハ8550形
電動空気圧縮機付きの付随車。8両編成の5両目に組み込まれ、1995年から1997年にサハ8571-サハ8583の13両、事故廃車代替のため2009年にサハ8564の合計14両が製造された。サハ8564は10両編成の7両目に組み込まれた。

### クハ8700形
新宿寄り制御車。4両編成用は百の位が8とされ、電動空気圧縮機を搭載している。1992年から1994年に6両編成用クハ8701-クハ8714と4両編成用クハ8801-クハ8814の28両、1995年から1997年に8両編成用クハ8721-クハ8733の13両、合計41両が製造された。

### クハ8750形
京王八王子寄り制御車。クハ8700形同様4両編成用は百の位が8とされている。1992年から1994年に6両編成用クハ8751-クハ8764と4両編成用クハ8851-クハ8864の28両、1995年から1997年に8両編成用クハ8771-クハ8783の13両、合計41両が製造された。

## 新製時のバリエーション

### 10両編成
最初に製造されたグループ。優等系列車に運用される想定で10両編成となったが、当時休日の特急が高幡不動で高尾山口方面と京王八王子方面に分割・併合されていたことから、新宿寄りから4両＋6両に分割できる編成構成となった。1992年3月から4月にかけて4両＋6両の10両6編成が竣工、5月から順次営業入り、同年5月28日のダイヤ改定から特急運用に投入された。同年10月から11月に4編成、1994年に4編成の合計14編成140両が製造された。編成ごとに車両メーカーがそろえられており、日本車輌製造（以下、日車）製と東急製でそれぞれ7編成ずつ。
8807編成＋8707編成以降は客室貫通仕切戸の窓が下方向に拡大された。8811編成＋8711編成以降は先頭車のスカートが下方向に拡大され、8813編成＋8713編成以降はスカートの塗装色がクリーム色に変更されている。灰色のスカートで竣工した編成についても順次クリーム色に変更された。
8808編成＋8708編成と1994年製造の40両は側面行先・種別表示装置がLED式に変更されている。

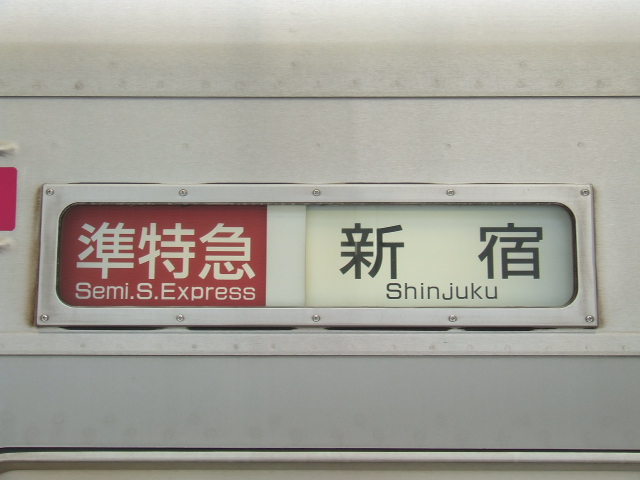
幕式側面種別・行先表示装置
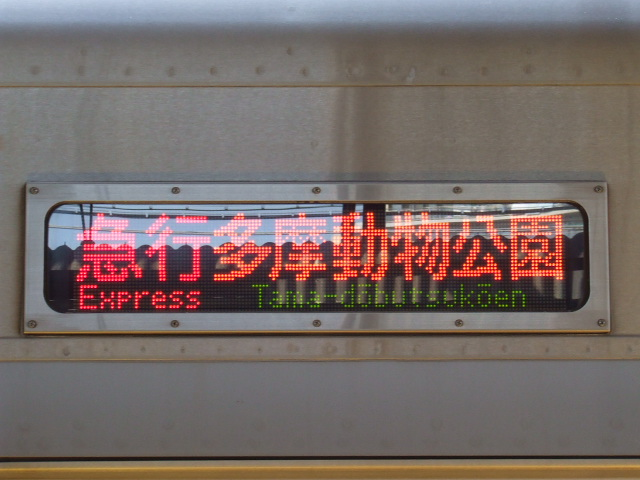
3色LED式側面種別・行先表示装置

|          | ← 新宿京王八王子 →                                                    | ← 新宿京王八王子 →                                                    | ← 新宿京王八王子 →                                                    | ← 新宿京王八王子 →                                                    | 製造所                                            | 新製年月                                                        |
| 形式     | クハ8700                                                              | デハ8000                                                              | デハ8050                                                              | クハ8750                                                              | 製造所                                            | 新製年月                                                        |
| 区分     | Tc1                                                                   | M1                                                                    | M2                                                                    | Tc2                                                                   | 製造所                                            | 新製年月                                                        |
| 車両番号 | 8801 8802 8803 8804 8805 8806 8807 8808 8809 8810 8811 8812 8813 8814 | 8201 8202 8203 8204 8205 8206 8207 8208 8209 8210 8211 8212 8213 8214 | 8251 8252 8253 8254 8255 8256 8257 8258 8259 8260 8261 8262 8263 8264 | 8851 8852 8853 8854 8855 8856 8857 8858 8859 8860 8861 8862 8863 8864 | 日車 東急 日車 東急 日車 東急 日車 東急 日車 東急 | 1992.03 1992.04 1992.10 1992.11 1992.12 1994.01 1994.02 1994.12 |
| 搭載機器 | CP                                                                    | CON, PT                                                               | SIV, CP, PT                                                           |                                                                       |                                                   |                                                                 |
| 自重     | 29 t                                                                  | 37.5 t                                                                | 36.5 t                                                                | 28 t                                                                  |                                                   |                                                                 |
| 定員     | 143                                                                   | 155                                                                   | 154                                                                   | 143                                                                   |                                                   |                                                                 |

|          | ← 新宿京王八王子 →                                                    | ← 新宿京王八王子 →                                                    | ← 新宿京王八王子 →                                                    | ← 新宿京王八王子 →                                                    | ← 新宿京王八王子 →                                                    | ← 新宿京王八王子 →                                                    | 製造所                                            | 新製年月                                                        |
| 形式     | クハ8700                                                              | デハ8000                                                              | デハ8050                                                              | デハ8000                                                              | デハ8050                                                              | クハ8750                                                              | 製造所                                            | 新製年月                                                        |
| 区分     | Tc1                                                                   | M1                                                                    | M2                                                                    | M1                                                                    | M2                                                                    | Tc2                                                                   | 製造所                                            | 新製年月                                                        |
| 車両番号 | 8701 8702 8703 8704 8705 8706 8707 8708 8709 8710 8711 8712 8713 8714 | 8001 8002 8003 8004 8005 8006 8007 8008 8009 8010 8011 8012 8013 8014 | 8051 8052 8053 8054 8055 8056 8057 8058 8059 8060 8061 8062 8063 8064 | 8101 8102 8103 8104 8105 8106 8107 8108 8109 8110 8111 8112 8113 8114 | 8151 8152 8153 8154 8155 8156 8157 8158 8159 8160 8161 8162 8163 8164 | 8751 8752 8753 8754 8755 8756 8757 8758 8759 8760 8761 8762 8763 8764 | 日車 東急 日車 東急 日車 東急 日車 東急 日車 東急 | 1992.03 1992.04 1992.10 1992.11 1992.12 1994.01 1994.02 1994.12 |
| 搭載機器 |                                                                       | CON, PT                                                               | SIV, CP                                                               | CON, PT                                                               | SIV, CP, PT                                                           |                                                                       |                                                   |                                                                 |
| 自重     | 28 t                                                                  | 37.5 t                                                                | 36.5 t                                                                | 37.5 t                                                                | 36.5 t                                                                | 28 t                                                                  |                                                   |                                                                 |
| 定員     | 143                                                                   | 155                                                                   | 154                                                                   | 154                                                                   | 154                                                                   | 143                                                                   |                                                   |                                                                 |

凡例：Tc …制御車、M …中間電動車、T…付随車、CON…制御装置、SIV…補助電源装置（静止形インバータ）、CP…電動空気圧縮機、PT…集電装置（京王八王子寄り）以下同じ。

### 8両編成
1995年（平成7年）以降は8両編成での製造に移行した。8両編成では番号が番号下2桁を21（71）から付番し、分割併合が考慮されなかったことから新形式サハ8500形・サハ8550形を含む8両貫通編成となった。自動連解結装置が装備されなかったため、先頭車スカートに同装置用の切欠がない。1999年にかけて13編成が製造され、6編成が日車製、7編成が東急製。8725編成以前の編成は正面行先・種別表示装置が幕式、側面がLED式で製造されたが、8724編成と8725編成は営業入り前に、その他の編成は営業入り後に正面もLED式に交換された。8726編成以降は製造時から正側面ともLED式。8726編成以降は車両間に転落防止外幌が設置され、2001年までに既存車にも追加された。8723編成以降は貫通仕切戸のガラスが従来の薄ブラウンから無色に変更されている。最終製造の8732編成と8733編成は台車が軸梁式ボルスタレス台車TS-1017、TS-1018に変更された。
|          | ← 新宿京王八王子 →                                               | ← 新宿京王八王子 →                                               | ← 新宿京王八王子 →                                               | ← 新宿京王八王子 →                                               | ← 新宿京王八王子 →                                               | ← 新宿京王八王子 →                                               | ← 新宿京王八王子 →                                               | ← 新宿京王八王子 →                                               | 製造所                        | 新製年月                                                                |
| 形式     | クハ8700                                                         | デハ8000                                                         | デハ8050                                                         | サハ8500                                                         | サハ8550                                                         | デハ8000                                                         | デハ8050                                                         | クハ8750                                                         | 製造所                        | 新製年月                                                                |
| 区分     | Tc1                                                              | M1                                                               | M2                                                               | T1                                                               | T2                                                               | M1                                                               | M2                                                               | Tc2                                                              | 製造所                        | 新製年月                                                                |
| 車両番号 | 8721 8722 8723 8724 8725 8726 8727 8728 8729 8730 8731 8732 8733 | 8021 8022 8023 8024 8025 8026 8027 8028 8029 8030 8031 8032 8033 | 8071 8072 8073 8074 8075 8076 8077 8078 8079 8080 8081 8082 8083 | 8521 8522 8523 8524 8525 8526 8527 8528 8529 8530 8531 8532 8533 | 8571 8572 8573 8574 8575 8576 8577 8578 8579 8580 8581 8582 8583 | 8121 8122 8123 8124 8125 8126 8127 8128 8129 8130 8131 8132 8133 | 8171 8172 8173 8174 8175 8176 8177 8178 8179 8180 8181 8182 8183 | 8771 8772 8773 8774 8775 8776 8777 8778 8779 8780 8781 8782 8783 | 東急 日車 東急 日車 東急 日車 | 1995.01 1995.02 1995.03 1995.10 1995.11 1996.12 1998.02 1998.03 1999.01 |
| 搭載機器 |                                                                  | CON, PT                                                          | SIV, CP, PT                                                      |                                                                  | CP                                                               | CON, PT                                                          | SIV, CP                                                          |                                                                  |                               |                                                                         |
| 自重     | 28 t                                                             | 37.5 t                                                           | 36.5 t                                                           | 27 t                                                             | 28 t                                                             | 37.5 t                                                           | 36.5 t                                                           | 28 t                                                             |                               |                                                                         |
| 定員     | 143                                                              | 155                                                              | 154                                                              | 154                                                              | 154                                                              | 154                                                              | 154                                                              | 143                                                              |                               |                                                                         |

## 事故廃車に伴う代替新造
| サハ8564（2010年2月17日 明大前駅） |  | 転落防止幌設置後のサハ8514とサハ8564の連結部（2012年6月22日 北野駅） |
| サハ8564（2010年2月17日 明大前駅） |  | 転落防止幌設置後のサハ8514とサハ8564の連結部（2012年6月22日 北野駅） |

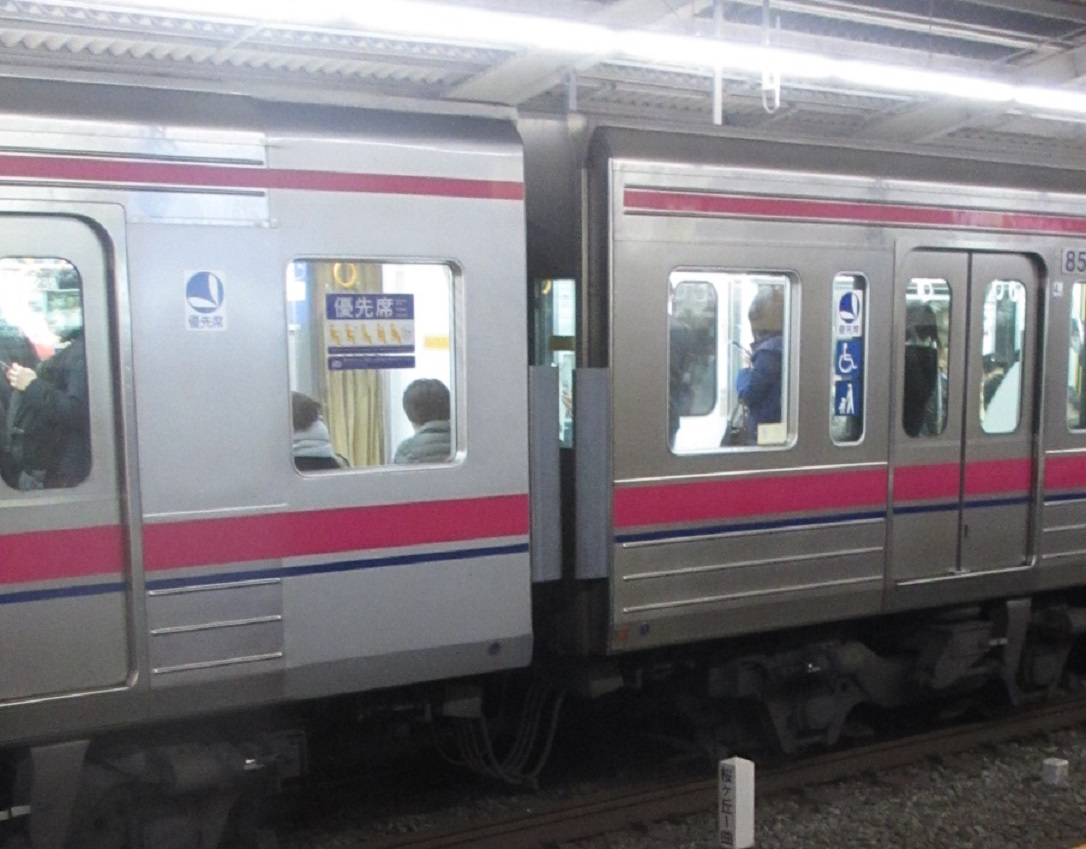
車体修理工事後のサハ8514とサハ8564の連結部。
（2020年12月23日）

2008年8月に高尾線内（高尾山口駅 - 高尾駅間）で発生した土砂崩れに8728編成が巻き込まれ、先頭車のクハ8728が2009年3月に廃車となった。
その後の2009年12月、まず8714編成＋8814編成向けにサハ8564を新製し、当時中間に封じ込められていたクハ8814と入れ替えた。そして捻出したクハ8814をクハ8728（2代目）として8728編成に組み込み、事故車の代替とした。
これにより8714編成は先頭部と中間車が連結する特殊な編成となっていた。
新製されたサハ8564は新宿側に先頭部を連結するため、当初貫通路が塞がれていたほか、ドアなどが9000系30番台などと共通になるなど、従来車から変更されている。新クハ8728においては改番とともに電動空気圧縮機の撤去などが行われた。
両編成のその後の動きは他の編成と概ね変わらないが、サハ8564と連結するクハ8764→サハ8514においては2012年3月に運転台部分へ転落防止外幌が設置されたことが特筆される。その後、2014年に後述の車体修理工事が他の編成より優先的に施工され、サハ8514の運転台が撤去されたため、違和感は小さくなっている。
8728編成（全車東急車輛製）
|          | ← 新宿京王八王子 → |          |             |          |          |          |          |          |
| 形式     | クハ8700           | デハ8000 | デハ8050    | サハ8500 | サハ8550 | デハ8000 | デハ8050 | クハ8750 |
| 車両番号 | 8728(II) (8814)    | 8028     | 8078        | 8528     | 8578     | 8128     | 8178     | 8778     |
| 搭載機器 |                    | CON, PT  | SIV, CP, PT |          | CP       | CON, PT  | SIV, CP  |          |
| 新製年月 | 1994.12            | 1996.12  | 1996.12     | 1996.12  | 1996.12  | 1996.12  | 1996.12  | 1996.12  |
| 車号変更 | 2009.12            |          |             |          |          |          |          |          |

8714編成（全車東急車輛製）
|          | ← 新宿京王八王子 → |          |          |          |             |          |          |          |             |          |
| 形式     | クハ8700           | デハ8000 | デハ8050 | デハ8000 | デハ8050    | クハ8750 | サハ8500 | デハ8000 | デハ8050    | クハ8750 |
| 車両番号 | 8714               | 8014     | 8064     | 8114     | 8164        | 8764     | 8564     | 8214     | 8264        | 8864     |
| 搭載機器 |                    | CON, PT  | SIV, CP  | CON, PT  | SIV, CP, PT |          | CP       | CON, PT  | SIV, CP, PT |          |
| 新製年月 | 1994.12            | 1994.12  | 1994.12  | 1994.12  | 1994.12     | 1994.12  | 2009.12  | 1994.12  | 1994.12     | 1994.12  |

## 車体ラッピング
2000系の車体色をベースとし高尾山の自然をイメージしたラッピングを、8713編成に施して2015年（平成27年）9月30日から運行している。

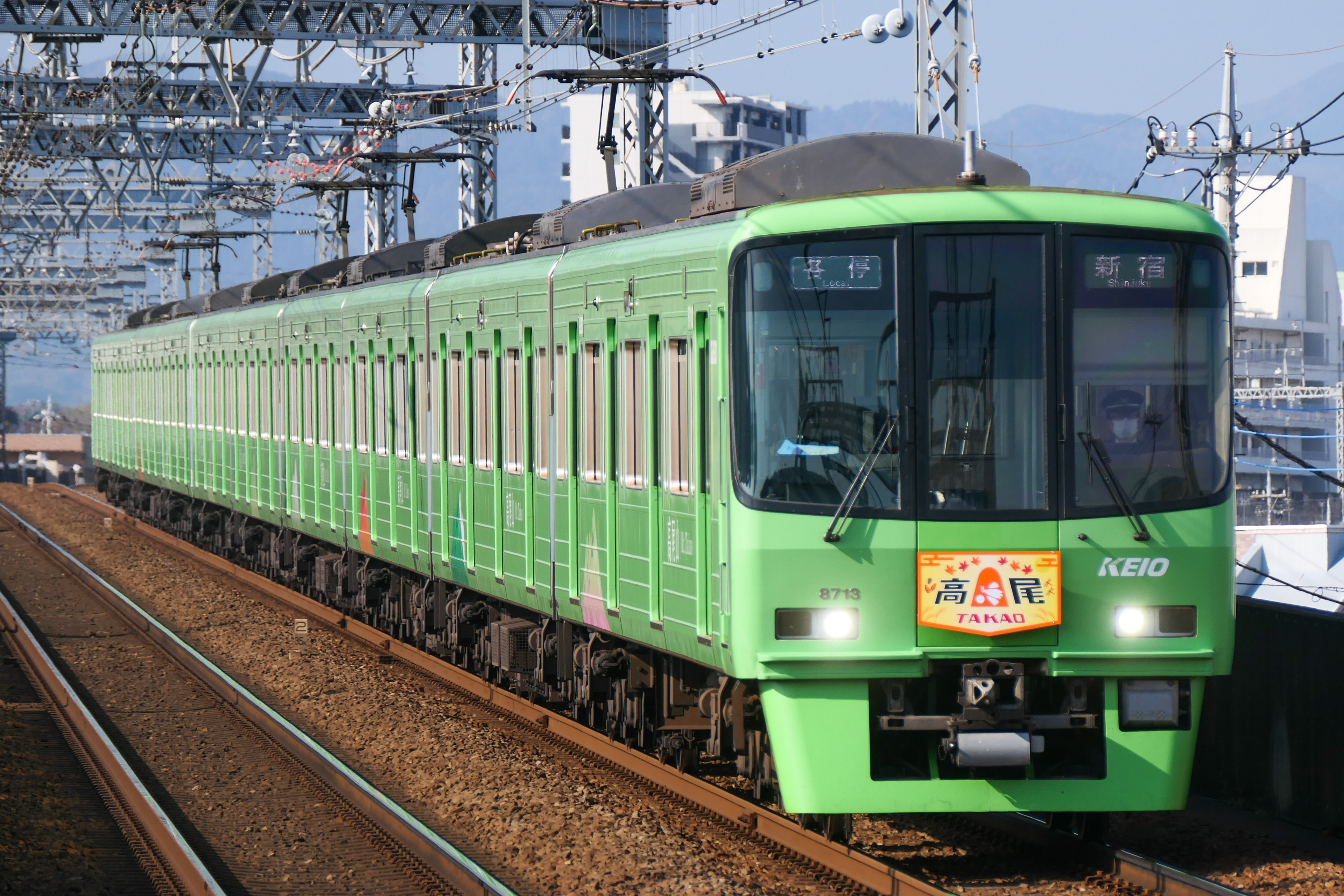
緑色のラッピングが施された8713編成（2021年11月 北野駅 - 長沼駅間）

## 改造工事

### パンタグラフ換装
デハ8125の菱形パンタグラフが1998年に東洋製PT-7110シングルアーム式に、2005年ごろに残り全車のパンタグラフが同じくPT-7110に換装されている。

### 旅客案内装置設置
2001年から2003年にかけて客室ドア上部にLED式の旅客案内装置が設置された。

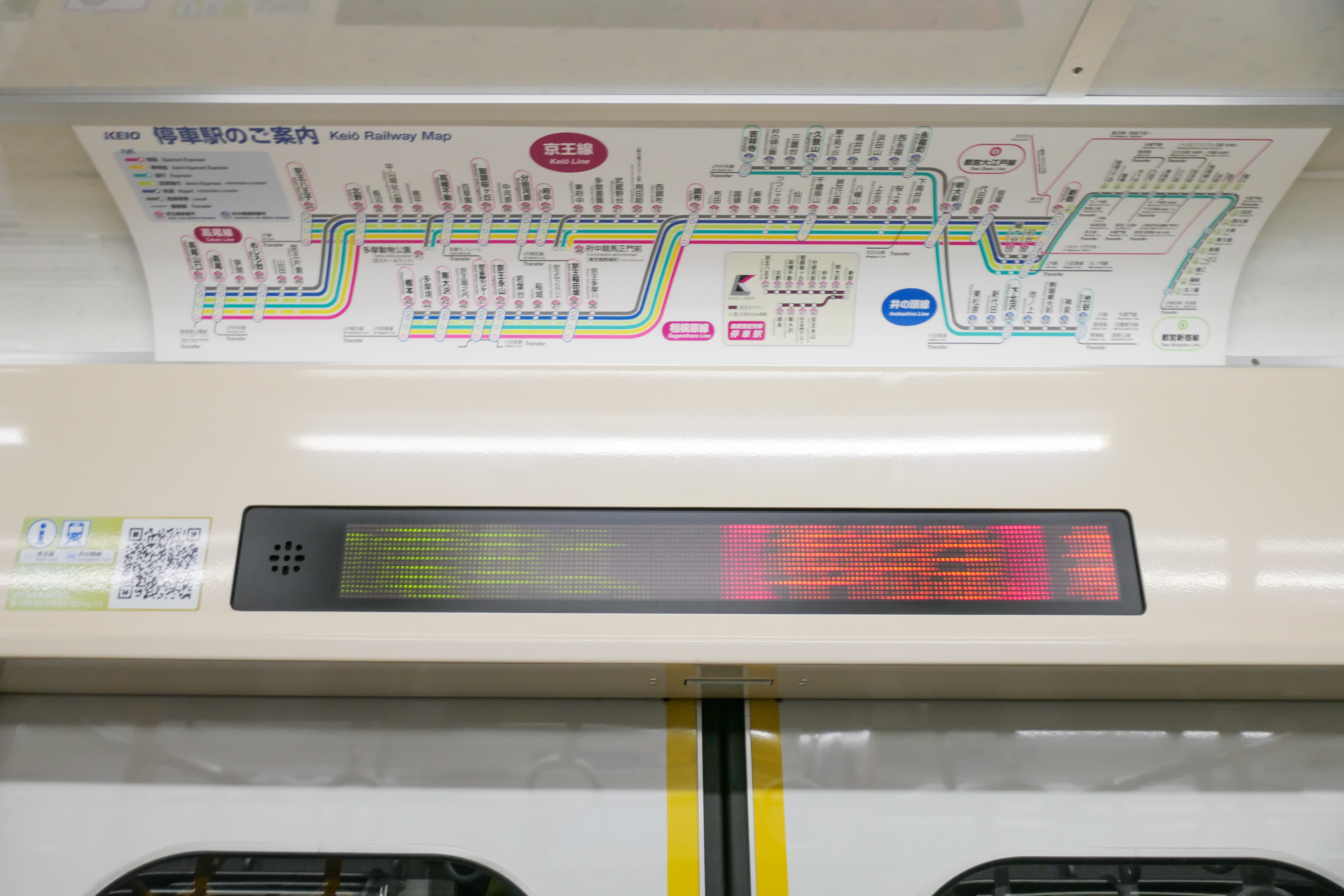
LED式の旅客案内装置

### 編成順位変更
2006年のダイヤ改定で特急の分割併合運用が無くなっていたが（シーズンダイヤの廃止）、2007年12月ごろに10両編成の編成順位を新宿寄りから4両＋6両から6両＋4両に変更している。

### 表示装置LED化
| 急行灯の白色LED化、種別・行先表示装置のフルカラーLED化が施工された編成（2017年5月） |  | フルカラーLED化された側面種別・行先表示装置（2013年6月） |
| 急行灯の白色LED化、種別・行先表示装置のフルカラーLED化が施工された編成（2017年5月） |  | フルカラーLED化された側面種別・行先表示装置（2013年6月） |

2008年ごろから、行先表示装置のフルカラーLED化が行われ、現在は全車フルカラーLED化されている。

### ATC設置工事
| ATC設置後の運転台 |  | 大型袖仕切が設置された後の車内 |
| ATC設置後の運転台 |  | 大型袖仕切が設置された後の車内 |

ATC車上装置の設置工事がATC運用開始に先立つ2008年度前後に行われている。特徴的だったLED表示の速度計はATC設置工事時に通常の機械式に変更された。ATC設置工事と同時期に大型の座席袖仕切設置、座席部への手すり設置が行われている。また、一部の編成はドアの交換も実施された。

### 中間先頭車の付随車化
2011年8月25日付で、10両編成の中間に入っていたクハ8700形とクハ8750形がそれぞれサハ8550形とサハ8500形に形式変更されている。なお、実際の車両に表示されている番号はこの時点では変更されておらず、後の車体修理工事の際に変更が行われた。
|          | ← 新宿京王八王子 → | ← 新宿京王八王子 → | ← 新宿京王八王子 → | ← 新宿京王八王子 → | ← 新宿京王八王子 → | ← 新宿京王八王子 →        | ← 新宿京王八王子 →        | ← 新宿京王八王子 → | ← 新宿京王八王子 → | ← 新宿京王八王子 → | 車号変更 |
| 形式     | クハ8700           | デハ8000           | デハ8050           | デハ8000           | デハ8050           | サハ8500 (クハ8750)       | サハ8550 (クハ8700)       | デハ8000           | デハ8050           | クハ8750           | 車号変更 |
| 区分     | Tc1                | M1                 | M2                 | M1                 | M2                 | T1 (Tc2)                  | T2 (Tc1)                  | M1                 | M2                 | Tc2                | 車号変更 |
| 車両番号 | 8701 ∥ 8713        | 8001 ∥ 8013        | 8051 ∥ 8063        | 8101 ∥ 8113        | 8151 ∥ 8163        | 8501 (8751) ∥ 8513 (8763) | 8551 (8801) ∥ 8563 (8813) | 8201 ∥ 8213        | 8251 ∥ 8263        | 8851 ∥ 8863        | 2011.08  |
| 車両番号 | 8714               | 8014               | 8064               | 8114               | 8164               | 8514 (8764)               | 8564                      | 8214               | 8264               | 8864               | 2011.08  |
| 搭載機器 |                    | CON, PT            | SIV, CP            | CON, PT            | SIV, CP, PT        |                           | CP                        | CON, PT            | SIV, CP, PT        |                    |          |

注記：括弧内は旧番号（車両に表記されている番号）。

### LED照明化
8733編成は2012年2月にLED照明に交換されており、2018年度までに京王線車両全車のLED照明化が完了した。

### 自動放送装置取付
10両編成には、2012年から自動放送装置の取付が行われている。8両編成には、後述の車体改修工事と同時に取付が行われている。

### 制御装置更新
GTO素子などの生産中止に伴う予備品確保と省エネルギー化のため、2013年3月に8730編成の制御装置が更新された。1編成に2つの異なる装置が搭載されているため、2箇月の改造期間のほか、1箇月をかけて調整が行われた。
- デハ8030・デハ8080ユニットには日立製、冗長性の向上のため主電動機4台を1群として2群を一括制御し、故障時は1群を開放できるよう変更、主電動機は全密閉型となった[61][63][62]。
- デハ8130・デハ8180ユニットには東芝製永久磁石同期電動機（PMSM）が採用され、東芝製4in1×2群の制御装置が搭載された[注 8][61][63]。

その後、2015年4月には8729編成にメーカーを逆にする形で改造が行われ、8100番台のユニットを8730編成と入れ替えた。これにより8729編成は東芝製、8730編成は日立製機器搭載となった。
本格的な実施
2016年3月には東芝製の装置を用いて8721編成にも改造が行われた。翌2016年度からは後述の車体修理工事と同時に実施されることとなり、またメーカーは10両編成が日立、8両編成が東芝とされた。これらの編成は当該節を参照。
2015年度以前に車体修理工事を施工した10両編成7本についても2021年以降に施工が開始され、2024年11月現在までに4編成が実施されている（下表参照）。
| 編成     | 両数 | 竣工年月 | メーカー                      | 備考                                                               |
| -------- | ---- | -------- | ----------------------------- | ------------------------------------------------------------------ |
| 8730編成 | 8両  | 2013.03  | 8000番台：日立 8100番台：東芝 | 2015年4月に一部中間車トレード 以後は8730編成が日立・8729編成が東芝 |
| 8729編成 | 8両  | 2015.04  | 8000番台：東芝 8100番台：日立 | 2015年4月に一部中間車トレード 以後は8730編成が日立・8729編成が東芝 |
| 8721編成 | 8両  | 2016.03  | 東芝                          |                                                                    |
| 8707編成 | 10両 | 2021.02  | 日立                          | 車体修理工事を2015年度以前に実施                                   |
| 8703編成 | 10両 | 2023.03  | 日立                          | 車体修理工事を2015年度以前に実施                                   |
| 8705編成 | 10両 | 2023.07  | 日立                          | 車体修理工事を2015年度以前に実施                                   |
| 8708編成 | 10両 | 2024.11  | 日立                          | 車体修理工事を2015年度以前に実施                                   |
| 8711編成 | 10両 | 未施工   | 未施工                        | 車体修理工事を2015年度以前に実施                                   |
| 8713編成 | 10両 | 未施工   | 未施工                        | 車体修理工事を2015年度以前に実施                                   |
| 8714編成 | 10両 | 未施工   | 未施工                        | 車体修理工事を2015年度以前に実施                                   |

|          | ← 新宿京王八王子 → | ← 新宿京王八王子 → | ← 新宿京王八王子 → | ← 新宿京王八王子 → | ← 新宿京王八王子 → | ← 新宿京王八王子 → | ← 新宿京王八王子 → | ← 新宿京王八王子 → | 車号変更 |
| 形式     | クハ8700           | デハ8000           | デハ8050           | サハ8500           | サハ8550           | デハ8000           | デハ8050           | クハ8750           | 車号変更 |
| 区分     | Tc1                | M1                 | M2                 | T1                 | T2                 | M1                 | M2                 | Tc2                | 車号変更 |
| 車両番号 | 8729               | 8029               | 8079               | 8529               | 8579               | 8129(II) (8130)    | 8179(II) (8180)    | 8779               | 2015.04  |
| 車両番号 | 8730               | 8030               | 8080               | 8530               | 8580               | 8130(II) (8129)    | 8180(II) (8179)    | 8780               | 2015.04  |
| 搭載機器 |                    | CON, PT            | SIV, CP, PT        |                    | CP                 | CON, PT            | SIV, CP            |                    |          |
| 自重     | 28 t               | 37.5 t             | 37 t               | 27 t               | 28 t               | 37.5 t             | 37 t               | 28 t               |          |
| 定員     | 143                | 155                | 154                | 154                | 154                | 154                | 154                | 143                |          |

注記：括弧内は旧番号を、（II）と付記されている車両は同じ番号を付けた2代目の車両であることを指す。

### 車体修理工事

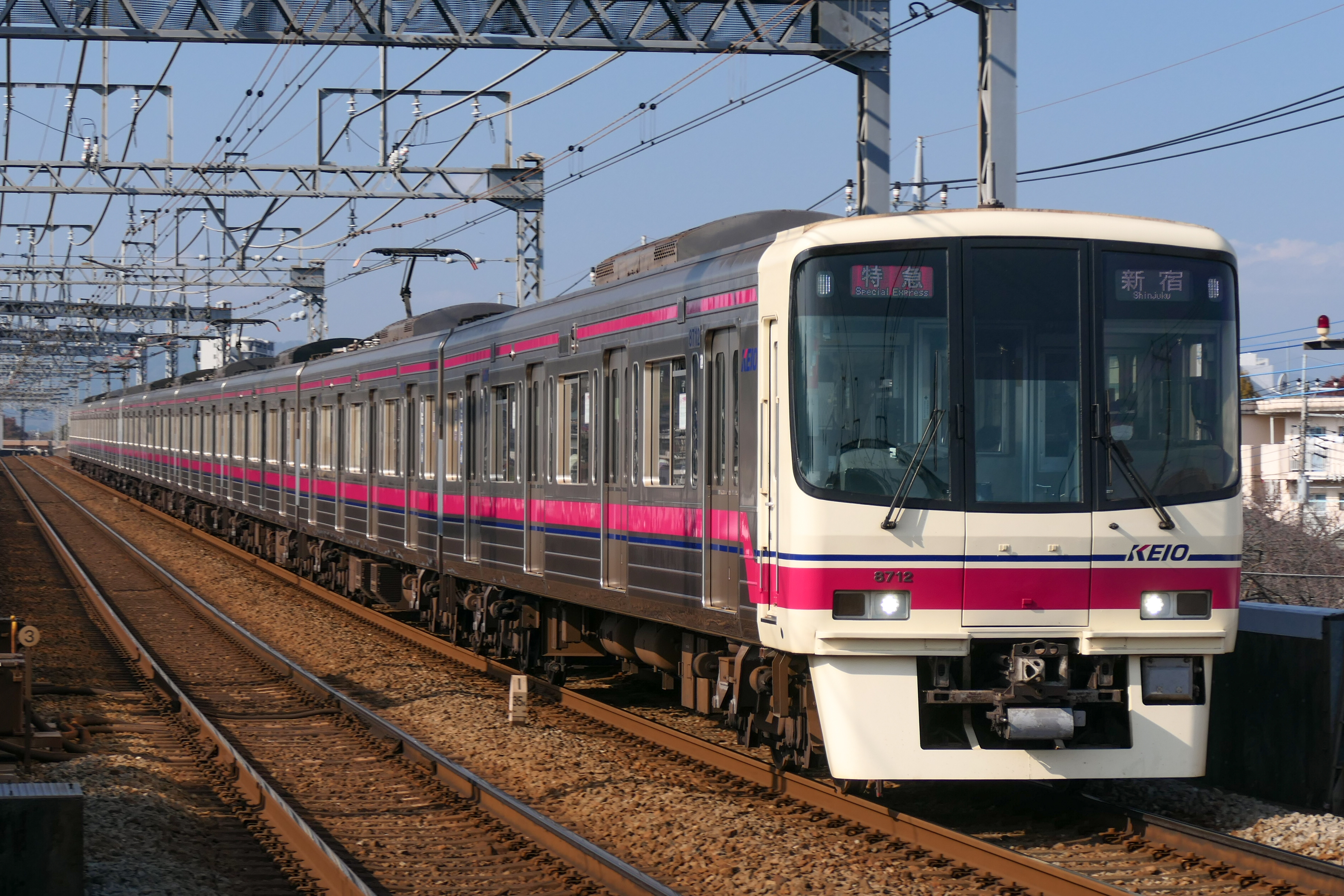
車体修理施行後の8712編成（2021年11月）

2013年から大規模な改造工事が行われている。主な内容は以下の通り。
- 10両編成において、中間に組み込まれていた元先頭車の運転台の撤去を行い貫通編成化（非常時における乗客の避難誘導の円滑化、定員増加、メンテナンス削減を目的として実施）[76]。
  - 運転台部分490 mmが切断され、シルバーメタリックに塗装された普通鋼製の切妻の構体が取り付けられた[47][59][75]。該当部は妻窓・戸袋窓がなく[47]、側窓も固定式となった[75]。サハ8550形（旧クハ8700形）には貫通扉を設置している[62]。
  - 代替新造車が組み込まれた8714編成に対しては、他編成と仕様を揃えるべく独自の工事メニューが追加された。
  - 8709編成サハ8559（旧クハ8809）から切断された運転台部分は、2018年10月11日にオープンした「京王れーるランドアネックス」にカットボディ展示物として設置された[77]。
- 10両編成において、8850番台を冠する京王八王子寄り先頭車を8750番台に改番[74]。
- 内装を全て交換[注 10]。床は従来の線で区分する方式から、茶色の濃淡床色を変えて区分する方式に変更[47]。
  - シートの色を赤色系からグリーン系に変更[78]。
  - 新火災対策基準に適合するよう[注 11]、FRP製だった冷房吹き出し口をアルミ製に交換[47][75]。
  - 扉開閉表示灯をドア部車内に新設[47]。
- 側引戸を交換。引き込み防止のため、内側のガラス面に周囲との段差がないものとなった[79]。
- 車椅子スペースを増設。
  - 8708編成までは2両に1か所となった。これらの編成では配置の都合上、デハ8000形のうち8100番台と8200番台を改番の上で振り替えている[47][56]。
  - 8707編成からは全車両に設置された。
- 自動放送装置を新設（8両編成のみ・10両編成は更新）[注 12]。
- 補助電源装置の更新・削減[50][80][81]
  - 250 kVAのSVH250-4073Aへ交換[82]。削減は10両編成のみで、8150番台から撤去。
- 一部編成において、空気圧縮機を更新・削減[50][80][81]
  - 1,600 L/minのスクリュー式RWS20Jへ交換し、8150番台から撤去。
- 8両編成のみ、パンタグラフを増設（8150番台に設置）
- 2016年度施工分より、制御装置更新を実施。10両編成は日立製、8両編成は東芝製を採用。
- 2019年施工分のみ、防犯カメラを設置（後述）。

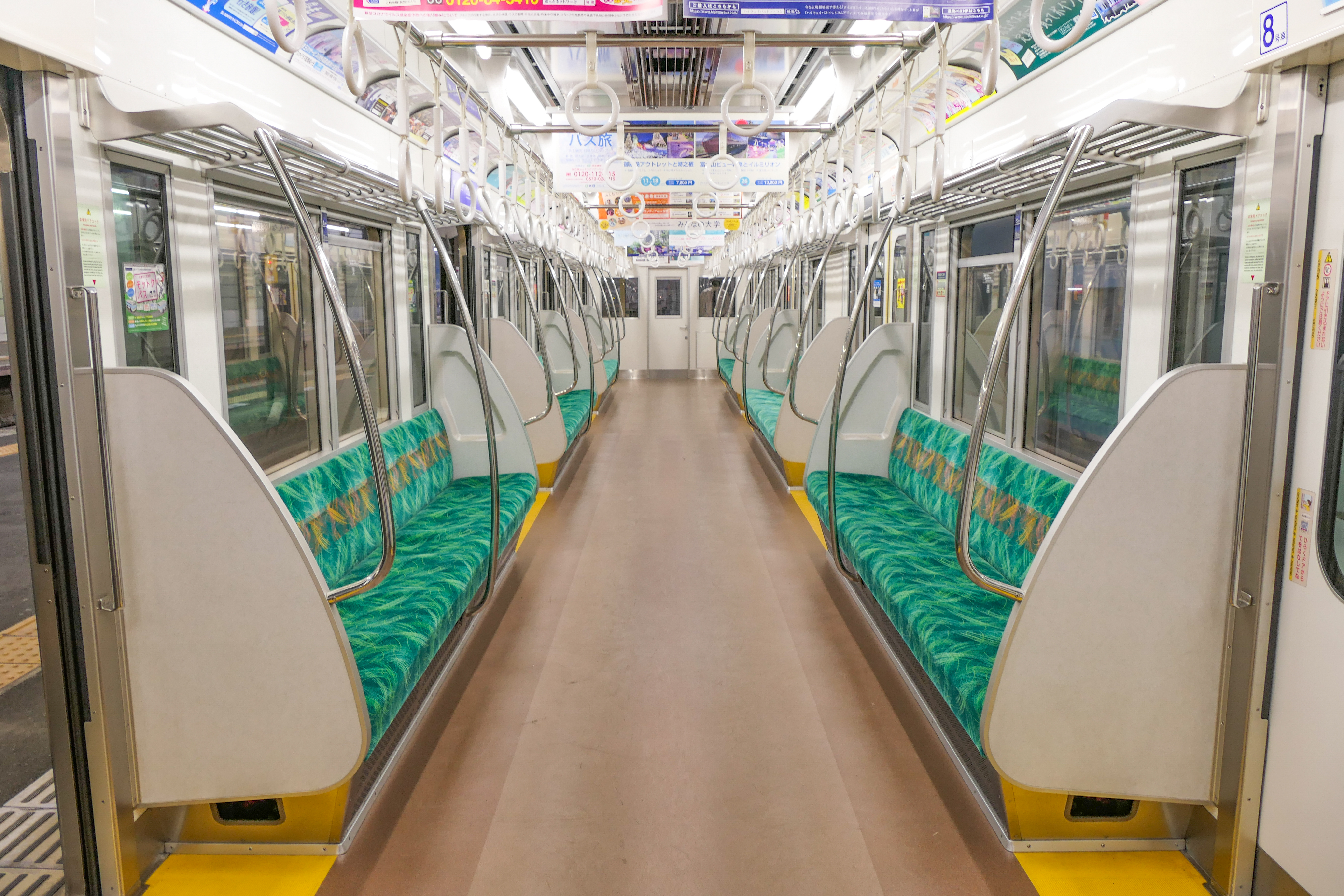
更新車の車内
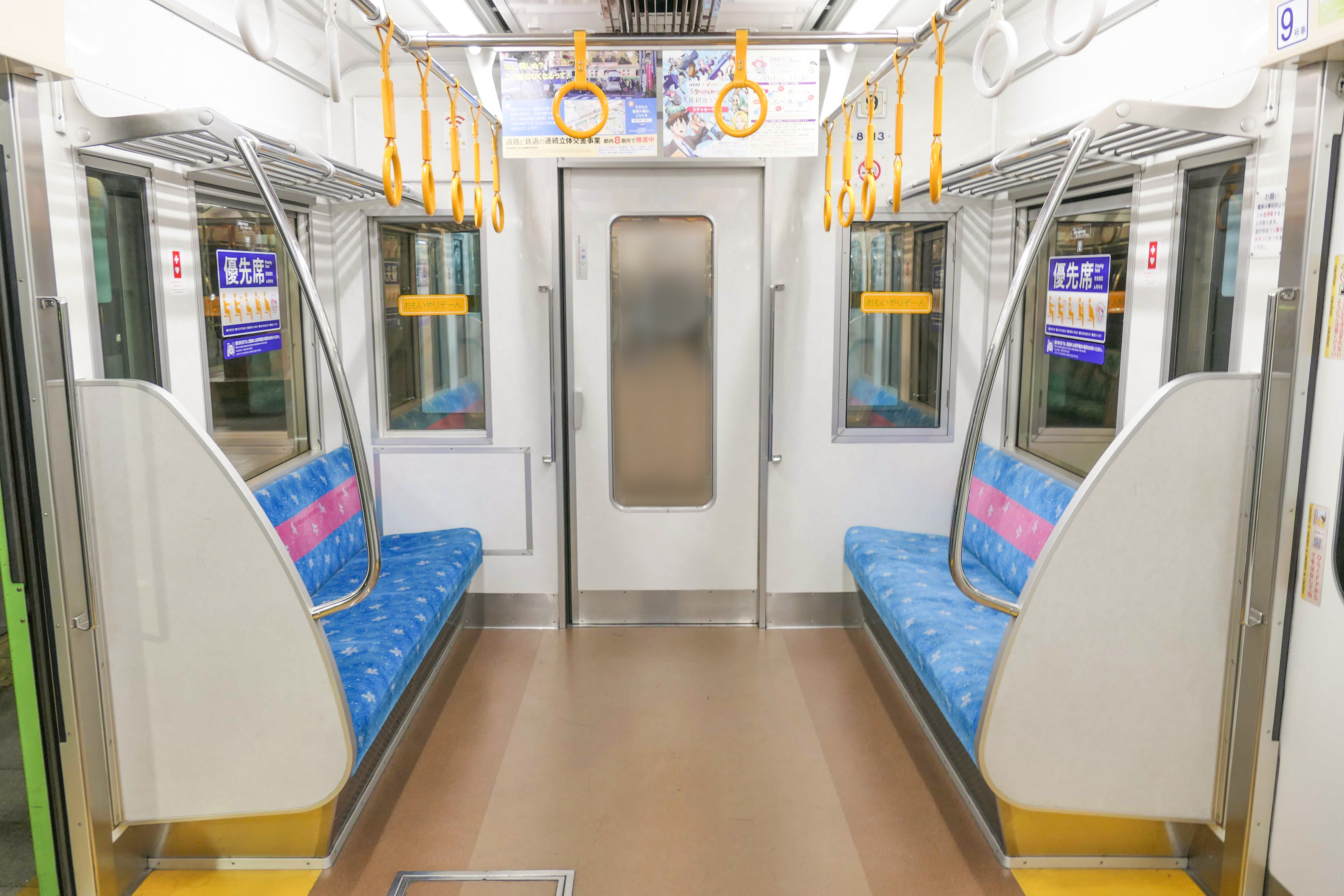
更新車の優先席
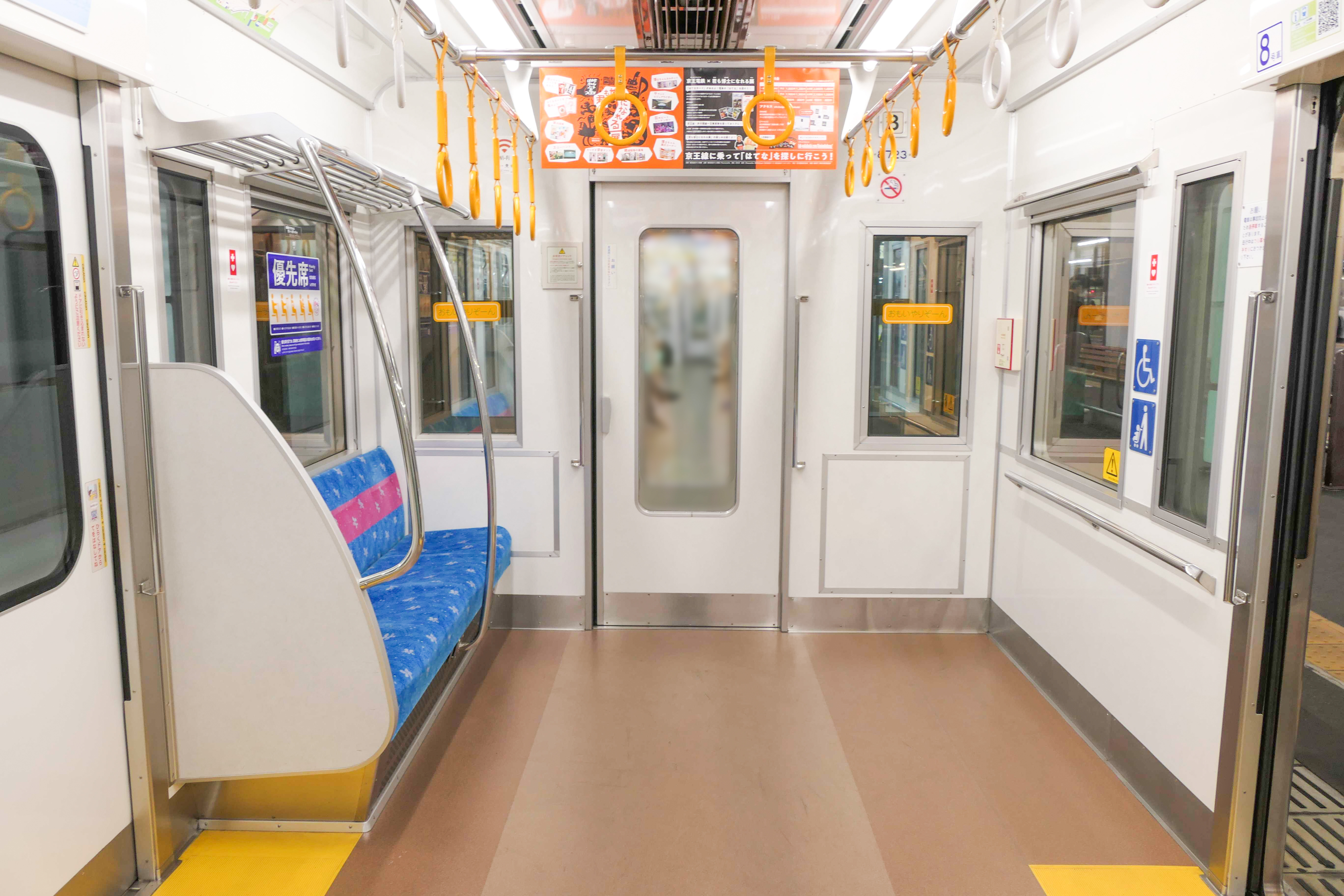
増設された車椅子スペース

10両編成は2019年施工の8712編成を最後に工事が完了し、8両編成についても2024年施工の8730編成を最後に全編成への工事が完了した。
|                | ← 新宿京王八王子 → | ← 新宿京王八王子 → | ← 新宿京王八王子 → | ← 新宿京王八王子 → | ← 新宿京王八王子 → | ← 新宿京王八王子 → | ← 新宿京王八王子 → | ← 新宿京王八王子 → | ← 新宿京王八王子 → | ← 新宿京王八王子 → | 竣工年月 | CP更新 ・削減 | 車椅子 スペース | 制御装置 更新 |
| 形式           | クハ8700           | デハ8000           | デハ8050           | デハ8000           | デハ8050           | サハ8500           | サハ8550           | デハ8000           | デハ8050           | クハ8750           | 竣工年月 | CP更新 ・削減 | 車椅子 スペース | 制御装置 更新 |
| 区分           | Tc1                | M1                 | M2                 | M1                 | M2                 | T1                 | T2                 | M1                 | M2                 | Tc2                | 竣工年月 | CP更新 ・削減 | 車椅子 スペース | 制御装置 更新 |
| 車両番号       | 8703               | 8003               | 8053               | 8103(II) (8203)    | 8153               | 8503               | 8553               | 8203(II) (8103)    | 8253               | 8753(II) (8853)    | 2014.03  | 〇            | 半数            | －            |
| 車両番号       | 8713               | 8013               | 8063               | 8113(II) (8213)    | 8163               | 8513               | 8563               | 8213(II) (8113)    | 8263               | 8763(II) (8863)    | 2014.07  | －            | 半数            | －            |
| 車両番号       | 8714               | 8014               | 8064               | 8114(II) (8214)    | 8164               | 8514               | 8564               | 8214(II) (8114)    | 8264               | 8764(II) (8864)    | 2014.11  | －            | 半数            | －            |
| 車両番号       | 8705               | 8005               | 8055               | 8105(II) (8205)    | 8155               | 8505               | 8555               | 8205(II) (8105)    | 8255               | 8755(II) (8855)    | 2015.03  | －            | 半数            | －            |
| 車両番号       | 8711               | 8011               | 8061               | 8111(II) (8211)    | 8161               | 8511               | 8561               | 8211(II) (8111)    | 8261               | 8761(II) (8861)    | 2015.08  | 〇            | 半数            | －            |
| 車両番号       | 8708               | 8008               | 8058               | 8108(II) (8208)    | 8158               | 8508               | 8558               | 8208(II) (8108)    | 8258               | 8758(II) (8858)    | 2015.11  | 〇            | 半数            | －            |
| 車両番号       | 8707               | 8007               | 8057               | 8107               | 8157               | 8507               | 8557               | 8207               | 8257               | 8757(II) (8857)    | 2016.03  | 〇            | 全車            | －            |
| 車両番号       | 8701               | 8001               | 8051               | 8101               | 8151               | 8501               | 8551               | 8201               | 8251               | 8751(II) (8851)    | 2016.09  | 〇            | 全車            | 日立          |
| 車両番号       | 8702               | 8002               | 8052               | 8102               | 8152               | 8502               | 8552               | 8202               | 8252               | 8752(II) (8852)    | 2016.12  | －            | 全車            | 日立          |
| 車両番号       | 8704               | 8004               | 8054               | 8104               | 8154               | 8504               | 8554               | 8204               | 8254               | 8754(II) (8854)    | 2017.09  | －            | 全車            | 日立          |
| 車両番号       | 8706               | 8006               | 8056               | 8106               | 8156               | 8506               | 8556               | 8206               | 8256               | 8756(II) (8856)    | 2018.03  | －            | 全車            | 日立          |
| 車両番号       | 8709               | 8009               | 8059               | 8109               | 8159               | 8509               | 8559               | 8209               | 8259               | 8759(II) (8859)    | 2018.09  | －            | 全車            | 日立          |
| 車両番号       | 8710               | 8010               | 8060               | 8110               | 8160               | 8510               | 8560               | 8210               | 8260               | 8760(II) (8860)    | 2019.03  | －            | 全車            | 日立          |
| 車両番号       | 8712               | 8012               | 8062               | 8112               | 8162               | 8512               | 8562               | 8212               | 8262               | 8762(II) (8862)    | 2019.10  | －            | 全車            | 日立          |
| 搭載機器       |                    | CON, PT            | SIV, CP            | CON, PT            | (CP,) PT           |                    |                    | CON, PT            | SIV, CP, PT        |                    |          |               |                 |               |
| 車椅子スペース | △                  | 〇                 | △                  | 〇                 | △                  | 〇                 | 〇                 | △                  | 〇                 | △                  |          |               |                 |               |

|                | ← 新宿京王八王子 → | ← 新宿京王八王子 → | ← 新宿京王八王子 → | ← 新宿京王八王子 → | ← 新宿京王八王子 → | ← 新宿京王八王子 → | ← 新宿京王八王子 → | ← 新宿京王八王子 → | 竣工年月 | CP更新 ・削減 | 車椅子 スペース | 制御装置 更新 |
| 形式           | クハ8700           | デハ8000           | デハ8050           | サハ8500           | サハ8550           | デハ8000           | デハ8050           | クハ8750           | 竣工年月 | CP更新 ・削減 | 車椅子 スペース | 制御装置 更新 |
| 区分           | Tc1                | M1                 | M2                 | T1                 | T2                 | M1                 | M2                 | Tc2                | 竣工年月 | CP更新 ・削減 | 車椅子 スペース | 制御装置 更新 |
| 車両番号       | 8722               | 8022               | 8072               | 8522               | 8572               | 8122               | 8172               | 8772               | 2017.03  | －            | 全車            | 東芝          |
| 車両番号       | 8723               | 8023               | 8073               | 8523               | 8573               | 8123               | 8173               | 8773               | 2017.12  | －            | 全車            | 東芝          |
| 車両番号       | 8724               | 8024               | 8074               | 8524               | 8574               | 8124               | 8174               | 8774               | 2019.12  | －            | 全車            | 東芝          |
| 車両番号       | 8725               | 8025               | 8075               | 8525               | 8575               | 8125               | 8175               | 8775               | 2020.03  | －            | 全車            | 東芝          |
| 車両番号       | 8726               | 8026               | 8076               | 8526               | 8576               | 8126               | 8176               | 8776               | 2020.08  | －            | 全車            | 東芝          |
| 車両番号       | 8727               | 8027               | 8077               | 8527               | 8577               | 8127               | 8177               | 8777               | 2020.12  | －            | 全車            | 東芝          |
| 車両番号       | 8732               | 8032               | 8082               | 8532               | 8582               | 8132               | 8182               | 8782               | 2021.08  | －            | 全車            | 東芝          |
| 車両番号       | 8733               | 8033               | 8083               | 8533               | 8583               | 8133               | 8183               | 8783               | 2021.12  | －            | 全車            | 東芝          |
| 車両番号       | 8721               | 8021               | 8071               | 8521               | 8571               | 8121               | 8171               | 8771               | 2022.12  | －            | 全車            | (東芝)        |
| 車両番号       | 8729               | 8029               | 8079               | 8529               | 8579               | 8129               | 8179               | 8779               | 2023.09  | －            | 全車            | (東芝)        |
| 車両番号       | 8731               | 8031               | 8081               | 8531               | 8581               | 8131               | 8181               | 8781               | 2023.11  | －            | 全車            | 東芝          |
| 車両番号       | 8728               | 8028               | 8078               | 8528               | 8578               | 8128               | 8178               | 8778               | 2024.03  | －            | 全車            | 東芝          |
| 車両番号       | 8730               | 8030               | 8080               | 8530               | 8580               | 8130               | 8180               | 8780               | 2024.08  | －            | 全車            | (日立)        |
| 搭載機器       |                    | CON, PT            | SIV, CP, PT        |                    | CP                 | CON, PT            | SIV, CP, PT        |                    |          |               |                 |               |
| 車椅子スペース | 〇                 | 〇                 | 〇                 | 〇                 | 〇                 | 〇                 | 〇                 | 〇                 |          |               |                 |               |

注記
- 括弧内は旧番号を、（II）と付記されている車両は同じ番号を付けた2代目の車両であることを指す。
- 制御装置更新は車体修理工事と同時に施工されたものをそのまま表記し、本工事以前に施工されたものはカッコ内に記す（#制御装置更新を参照）。

#### 石綿取扱処理の未実施問題
上記の車体修理工事に際しては、車両メーカーからの設計図に基づき、断熱塗料に石綿が含有されていない認識で施工されていたが、その後の調査の結果、断熱塗料に石綿が含有していたことが判り、結果的に石綿関係法令に基づいた処理を施すことなく工事を行っていたことを、2017年10月20日に京王電鉄は公表・謝罪した。
京王電鉄側は、1989年以降に製造した車両の断熱塗料には、石綿が含有していない材料を用いて製造していることを車両メーカーからの書面にて確認していた。だが、2017年9月15日に同社で運用されていた1992年製造の7000系において廃車処理前の検査を実施したところ、一部の車両の断熱塗料に石綿が含有していたことが判明。そのため当該車と同時期に製造した8000系のうち過去に改造工事を実施した2両でも検査した結果、石綿が含有していたことが同年9月29日に判明した。のちに車両メーカーである総合車両製作所と日本車輌製造が行った同形式の検査でも、石綿が含有していたことが同年10月10日に判明している。
2017年現在で「原因は調査中」とされている。工事および廃棄処理を担当した全従業員に対して、健康相談や健康診断などを継続的に実施していくとしている。

### 車内防犯カメラ設置
車内での安全性向上のために、7000系7701編成、7705編成、5000系（2代）に次いで、2018年度に8710編成に防犯カメラが設置され、2019年度にも26両に設置される。車内のLED式案内表示器の左上に埋め込んで設置されている。

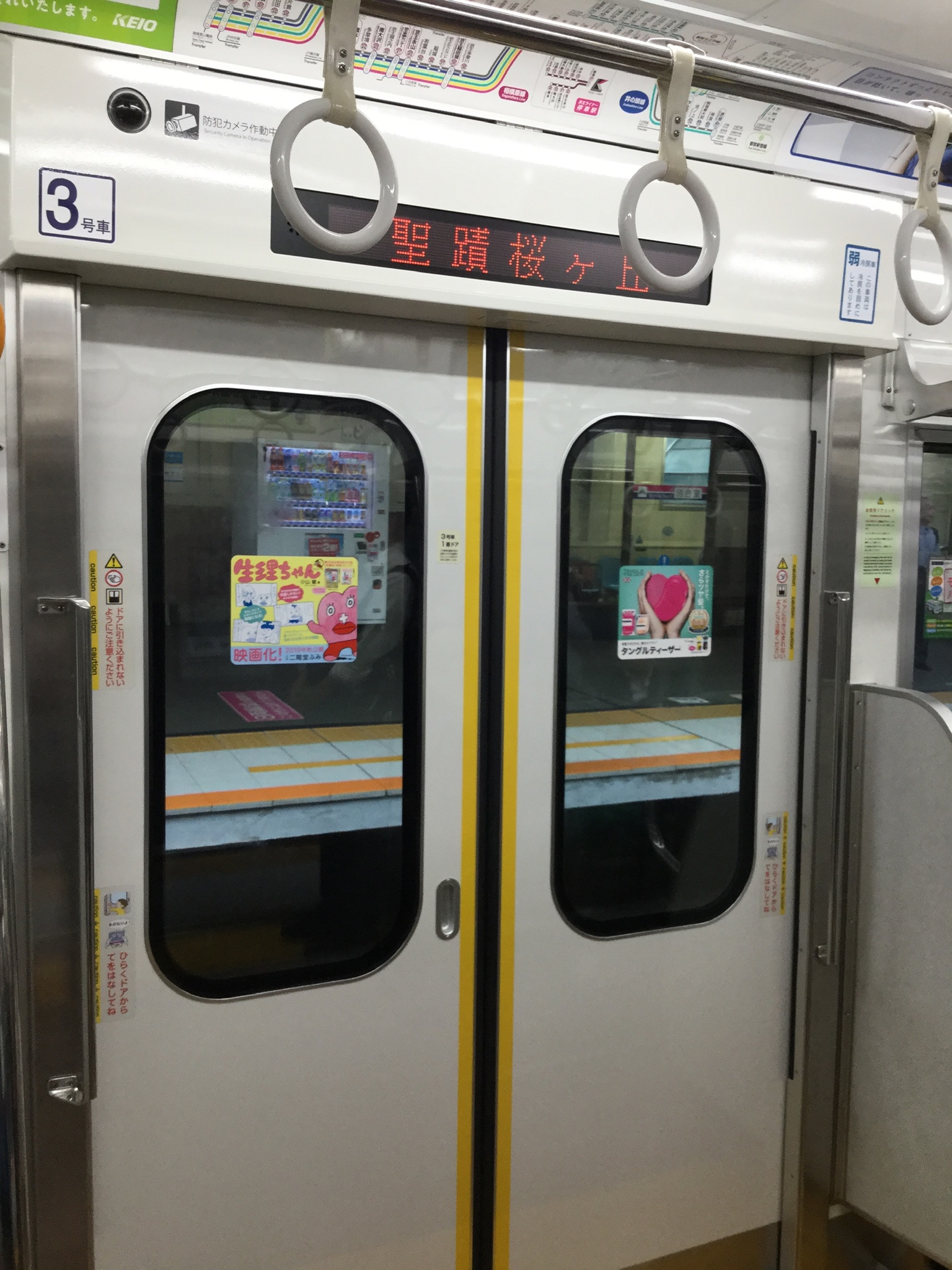
防犯カメラが設置された8710編成（2019年7月4日 聖蹟桜ヶ丘駅）

## 運用
10両編成は製造後特急・急行運用を中心に運用され、休日の分割特急・分割急行にも使用されたほか、分割特急以外の6両編成単独運用や4両編成を2本組み合わせた運用もあった。
8両編成は当初相模原線特急や動物園線内折り返し列車などに運用されたが、2001年のダイヤ改定で8両編成・10両編成とも列車種別を限定しない運用となり、8両編成は他形式と連結できないため各駅停車中心、10両編成は京王線の各駅停車から特急まで全線で幅広く運用されている。